# Hansl Schmid

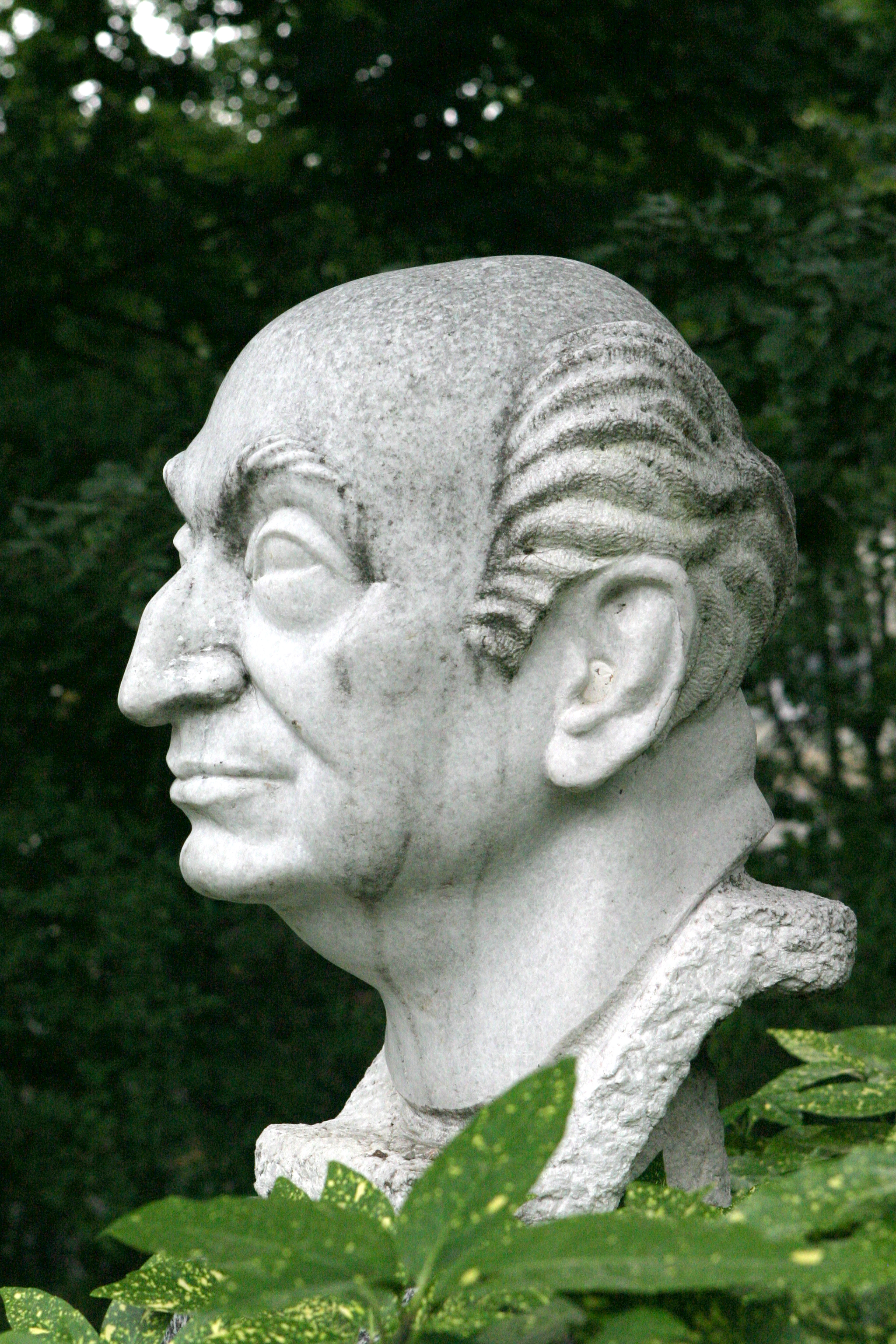
Denkmal im Türkenschanzpark

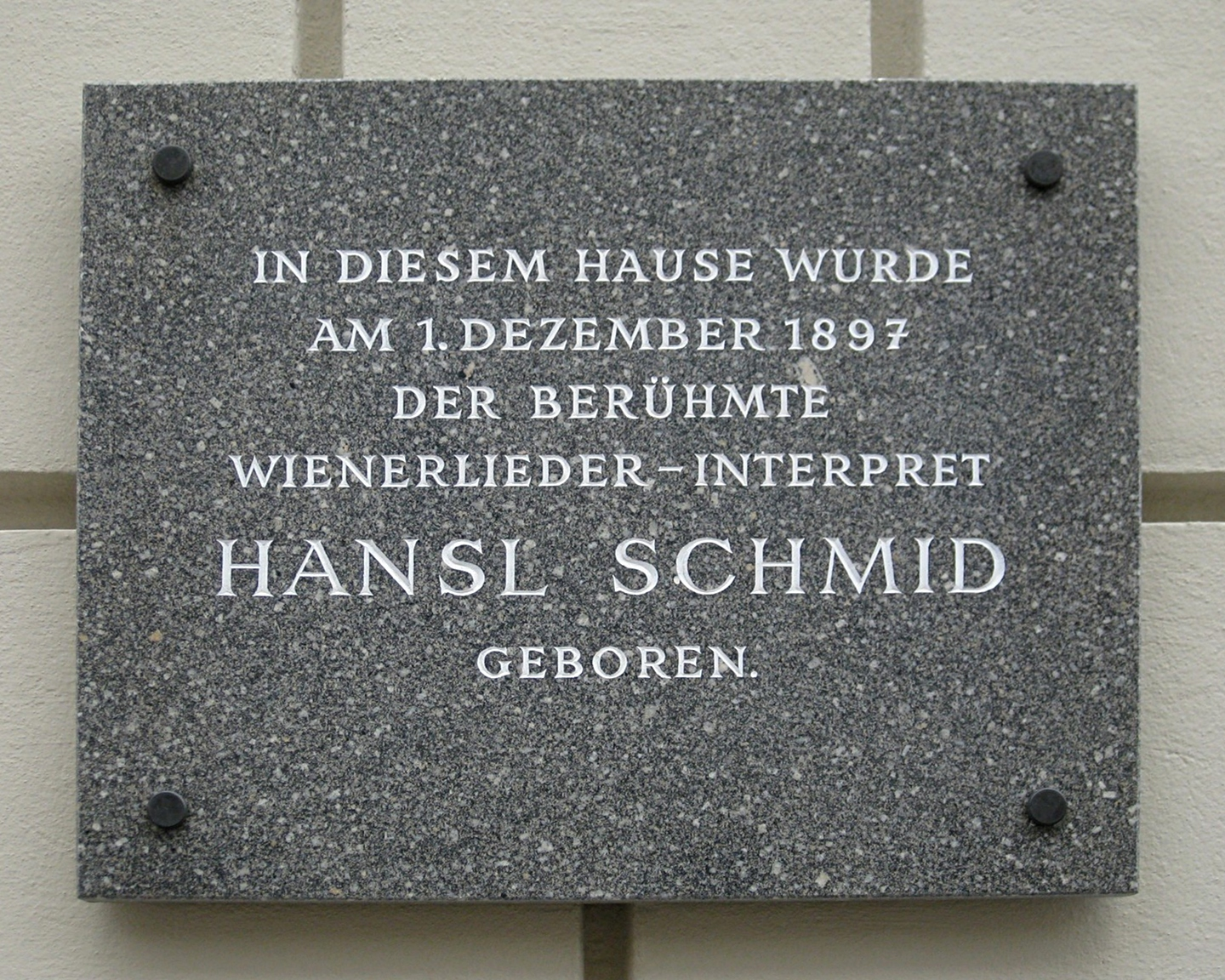
Gedenktafel in der Redtenbachergasse 45

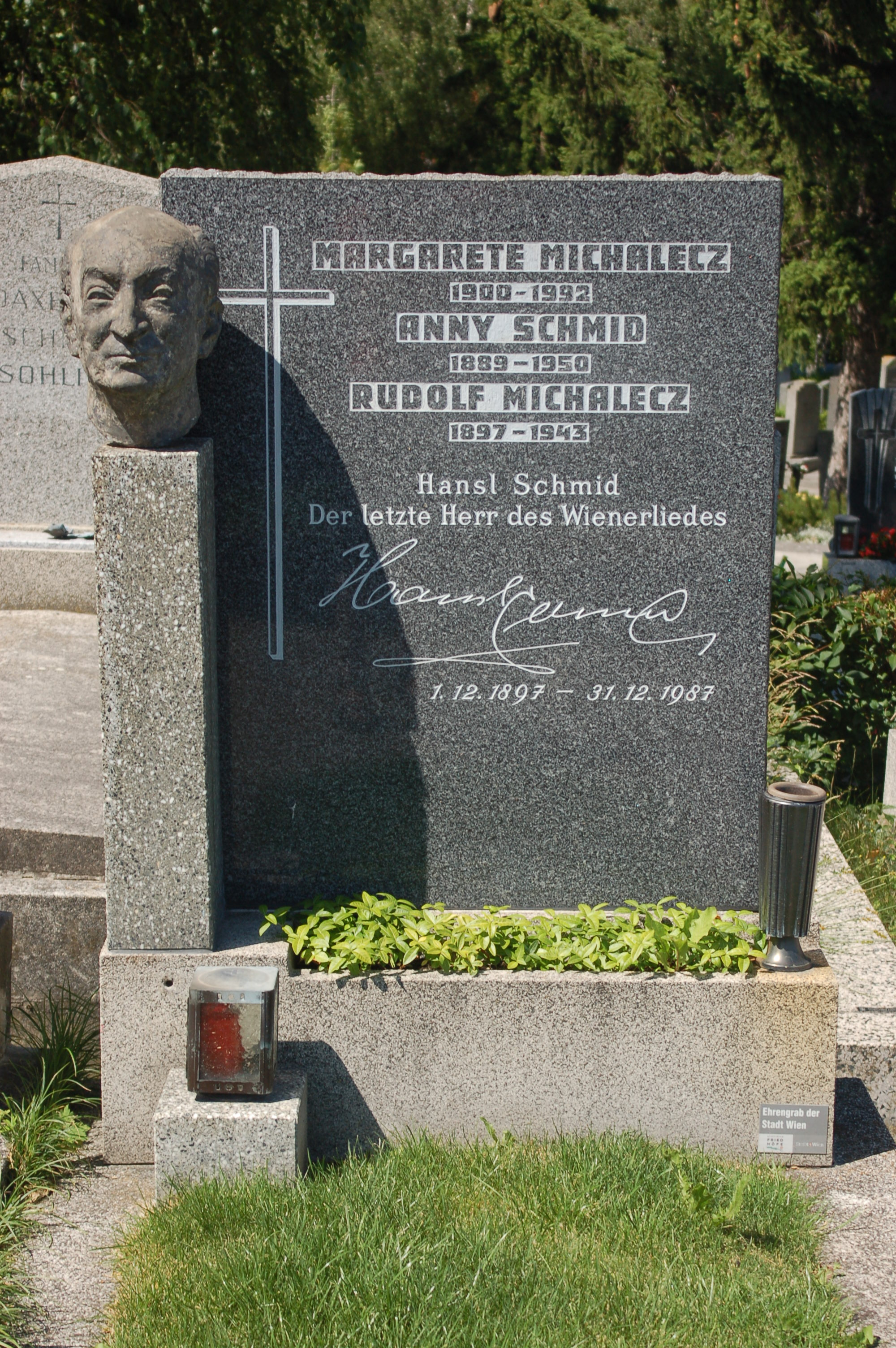
Grabmal von Hansl Schmid auf dem Ottakringer Friedhof

Hansl Schmid (* 1. Dezember 1897 in Wien; † 31. Dezember 1987 ebenda; eigentlich Johann Schmid) war ein Interpret des Wienerliedes vor und nach dem Zweiten Weltkrieg. Er wird auch häufiger als „Der letzte Herr des Wienerliedes“ bezeichnet.

## Leben und Wirken
Hans Schmid wurde am 1. Dezember 1897 in Ottakring in der Redtenbachergasse 45 geboren. An seinem Geburtshaus befindet sich heute eine Gedenktafel.
Bereits in den 1920er Jahren begann Schmid, ein gelernter Kaufmann, seine Auftritte in verschiedenen Wiener Heurigen-Lokalen.
Aufgrund seiner bereits bestehenden Popularität sowie der Kompetenz als Wienerliedinterpret wurde 1940 Schmid über Freunde zu einem spontanen, hohe Herrschaften begünstigenden Vortrag in ein Heurigenlokal am Wien-Döblinger Schreiberweg gerufen, wo er auf Joseph Goebbels und dessen Berliner Begleitung traf. Zu Ende des von Schrammelmusikern begleitenden Fiakerlieds erkundigte sich der Propagandaminister, von wem das schöne Lied sei. Schmids eigenbezeugte Erwiderung, Von einem Juden, soll Goebbels ignoriert haben.
Im Dezember 1945 trat Schmid in Begleitung der (Faltl-)Kemmeter-Schrammeln im Wiener Konzerthaus in einer Serie von Konzerten auf.
Am 1. Dezember 1952, seinem Geburtstag, eröffnete er das von ihm übernommene Café Theresienhof in Wien-Währing, Schulgasse 31, als Café Schmid Hansl, bis heute beliebter Auftrittsort von Wienerliedsängern und Schrammelmusikern.
Schmid fand seine letzte Ruhe in einem ehrenhalber gewidmeten Grab auf dem Ottakringer Friedhof (Gruppe 33, Reihe 11, Nummer 32). Der Hansl-Schmid-Weg in Wien-Ottakring wurde 1997 nach ihm benannt.

## Auszeichnungen, Ehrungen, Preise
- Silbernes Verdienstzeichen des Landes Wien, Beschluss vom 14. Mai 1968[5]
- Silbernes Verdienstzeichen der Republik Österreich, 1971[5]
- Goldenes Ehrenzeichen des Landes Wien, Beschluss vom 30. November 1982[5]
- Ehrenring der Stadt Wien, Beschluss vom 24. Oktober 1986[5][6]
- Lieber Augustin, 1987[5]
- Große Silberne Ehrenmedaille der Kammer der Gewerblichen Wirtschaft[5]